# Louise Karlsson
Pour les articles homonymes, voir Karlsson.
Louise Karlsson, née le 26 avril 1974 à Uddevalla, est une nageuse suédoise, spécialiste de la brasse et des courses de 4 nages. Elle a participé aux Jeux olympiques d'été de 1992 et de 1996 et son meilleur résultat fut de finir 8e au 200 m 4 nages des Jeux olympiques de 1996. Elle fut détentrice du record du monde du 100 m 4 nages pendant un an, avec le temps de 1 min 1 s 03 établi en janvier 1997.